# Sharon Sheeley
Sharon K. Sheeley (Los Ángeles, 4 de abril de 1940-ibídem, 17 de mayo de 2002) fue una compositora estadounidense. Escribió canciones para artistas como Eddie Cochran, Ricky Nelson, Glen Campbell, o Brenda Lee. Se la conocía como "Shari".

## Biografía
Sheeley estudió en la Newport Harbor High School en Newport Beach, y trabajó durante un tiempo como modelo adolescente, antes de trasladarse a Hollywood para probar suerte como compositora. En 1958 llegó su primer éxito, con la canción  "Poor Little Fool", grabada por Ricky Nelson, que alcanzó el número 1 del Billboard Hot 100. Con tan sólo 18 años, Sheeley se convirtió en la mujer más joven en componer un número 1 en Estados Unidos.
Jerry Capehart, mánager de Eddie Cochran, con quien también formaba pareja profesional como compositores, se interesó por el talento de Sheeley. Poco después Eddie Cochran y ella comenzaron una relación sentimental. Escribió para él los temas "Love Again" y "Cherished Memories" y en 1959 firmó junto Bob Cochran, el hermano de Eddie, el exitoso sencillo "Somethin' Else". Otro de sus primeros temas fue "Hurry Up", grabado por Ritchie Valens.
En abril de 1960, viajó a Inglaterra para acompañar a Eddie Cochran y Gene Vincent en su gira por el Reino Unido. Allí grabó el tema "Homework", bajo la producción de Jack Good.
La noche el 16 de abril de 1960, Sheeley, Vincent y Cochran viajaban en un taxi desde Bristol hacia el Aeropuerto de Londres cuando un neumático reventó y el vehículo se estrelló contra un poste de la luz cerca de Chippenham, Wiltshire. Los tres pasajeros fueron trasladados al hospital. Cochran, que había salido despedido del vehículo, sufrió graves daños cerebrales y falleció al día siguiente, a la edad de 21 años. Sheeley sufrió rotura de pelvis. Vincent rotura de clavícula y costillas.
Tras el accidente, regresó a Estados Unidos, donde colaboró con la compositora Jackie DeShannon escribiendo temas como "Dum Dum" y "Heart in Hand" para Brenda Lee, "He's The Great Imposter" para The Fleetwoods y "Breakaway" para Irma Thomas. Coescribió junto a Chris Curtis de The Searchers, el tema "Night Time" grabado por Paul y Barry Ryan.
En 1961 se casó con el disc jockey Jimmy O'Neill. Juntos crearon el programa de televisión Shindig!, emitido por la cadena ABC entre 1964 y 1966. El matrimonio duró cinco años. Tras su divorcio se apartó de la escena musical y tan sólo apareció en público en los años 90 durante un homenaje a Eddie Cochran. En agosto de 2000, RPM Records publicó una colección de sus canciones, grabadas a comienzos de los años 60 por Glen Campbell, Delaney Bramlett, Leon Russell, David Gates, Hal Blaine y Herb Alpert.
Falleció el 17 de mayo de 2002 en el hospital Sherman Oaks de Los Ángeles, cinco días después de sufrir una hemorragia cerebral, tenía 62 años.